# زبيد اليامي
أبو عبد الرحمن زبيد بن الحارث بن عبد الكريم بن عمرو بن كعب اليامي الكوفي. محدث ثقة ثبت من صغار التابعين. قال شعبة: ما رأيت رجلا خيرا من زبيد. مات سنة اثنتين وعشرين ومائة.

## روايته للحديث النبوي
- حدث عن: عبد الرحمن بن أبي ليلى، وأبي وائل، وإبراهيم بن يزيد النخعي، وإبراهيم بن سويد النخعي وطائفة.
- حدث عنه: جرير بن حازم وشعبة، ومحمد بن طلحة، وسفيان الثوري، وشريك، ومحمد بن جحادة الأودي، وآخرون.

## أقوال العلماء فيه
- قال أبو حاتم الرازي: ثقة.

- قال أبو حاتم بن حبان البستي: كان من العباد الخشن مع الفقه في الدين ولزوم الورع الشديد.

- قال أبو نعيم الأصبهاني: نقل عن شعبة بن الحجاج أنه قال: ما رأيت رجلا خيرا وأفضل من زبيد.

- قال أحمد بن شعيب النسائي: ثقة.

- قال أحمد بن صالح الجيلي: ثقة ثبت في الحديث وكان علويا

- قال ابن حجر العسقلاني: ثقة ثبت عابد.

- قال الذهبي: حجة قانت لله.

- قال شعبة بن الحجاج: ما رأيت رجلا خيرا منه.

- قال عمرو بن مرة المرادي: صدوق.

- قال محمد بن سعد كاتب الواقدي: ثقة وله أحاديث وكان في عداد الشيوخ وليس بكثير الحديث.

- قال يحيى بن سعيد القطان: ثبت.

- قال يحيى بن معين: ثقة.

- قال يعقوب بن سفيان الفسوي: ثقة ثقة خيار، إلا أنه كان يميل إلى التشيع.